# 왕국
왕국(王國)은 국왕이 다스리는 나라를 일컫는 말로, 이와 구별되는 단어로는 군국(君國)이 있다.

## 독립국
역사적으로 독립적인 왕국들은 일정한 영토 안에서 관리를 독립적으로 임명하여 나라를 운영하였다.

### 동양
동양에서는 예로부터 전쟁을 통해 책봉이나 조공관계를 맺어 누가 종주국이고, 누가 종속국인지를 따져왔다. 하지만 그것은 단지 누가 세력이 큰 가를 나타내는 것이지 종주국이 종속국을 직접 통치하였다고 볼 수 없다. 종속국은 종주국에게 간접적으로 간섭받았지만 대체로 독립적으로 나라를 운영하였다.

### 서양
서양은 동양과 다르게 나라 안에 여러 대공국, 공국, 후국, 백국 등이 독립적으로 존재하였다.

## 제후국
제후국들은 역사적으로 나라 안에서 관리를 임명할 수 있었지만 국왕과 왕세자를 받드시 제국으로부터 인정을 받아야한다. 인정을 받지 못하면 평화롭지 못하다.

### 동양
동양에서는 전쟁을 통해 승전국이 패전국을 없애거나 간접통치를 많이 하였다. 설령 패전국이 살아남았다고 해도 승전국에서 패전국의 간접통치를 받아야 했으며 나라를 운영하는 데 있어 제약을 받기도 하였지만 예외인 경우도 있었다.

### 서양
서양은 동양과 마찬가지로 전쟁을 통해 승전국이 패전국을 없애거나 간접적으로 통치하였지만 대체로 패전국은 큰 제약을 별로 받지 않았다.

## 같이 보기
- 제국(황국)
- 군국
- 대공국
- 공국